# Одинцовский историко-краеведческий музей
Одинцовский историко-краеведческий музей — российское учреждение культуры. Находится в городе Одинцово Московской области по адресу Коммунальный проезд, дом 1.
Экспозиция музея рассказывает об истории Одинцовского района, связанных с ним именах людей русской культуры, общественной жизни, о Великой Отечественной войне и солдатах, принимавших участие в боевых действиях в «горячих» точках.

## История
Предшественником музея был краеведческий музей одинцовской средней школы № 11 (ныне — Одинцовская гимназия № 11).
Музей создан 12 июня 1987 года решением Исполкома Горсовета «О создании историко-краеведческого музея в городе Одинцово». Был открыт 1 сентября 1989 года на верхнем этаже исторического здания бывшей конторы кирпичного завода. Владельцем завода до революционных событий 1917 года был московский купец, промышленник и меценат Василий Иванович Якунчиков (1827—1907). Построенное с использованием различных видов кирпича, произведённого на заводах Якунчикова, здание было визитной карточкой продукции завода. Исторических сведений о внутреннем обустройстве этого здания при Якунчикове не сохранилось.
При организации музея первый этаж здания бывшей конторы был передан в аренду на 20 лет предпринимателю Валерию Кудряшову с обязательством финансового участия в работе музея. Территория музея была не обустроена.

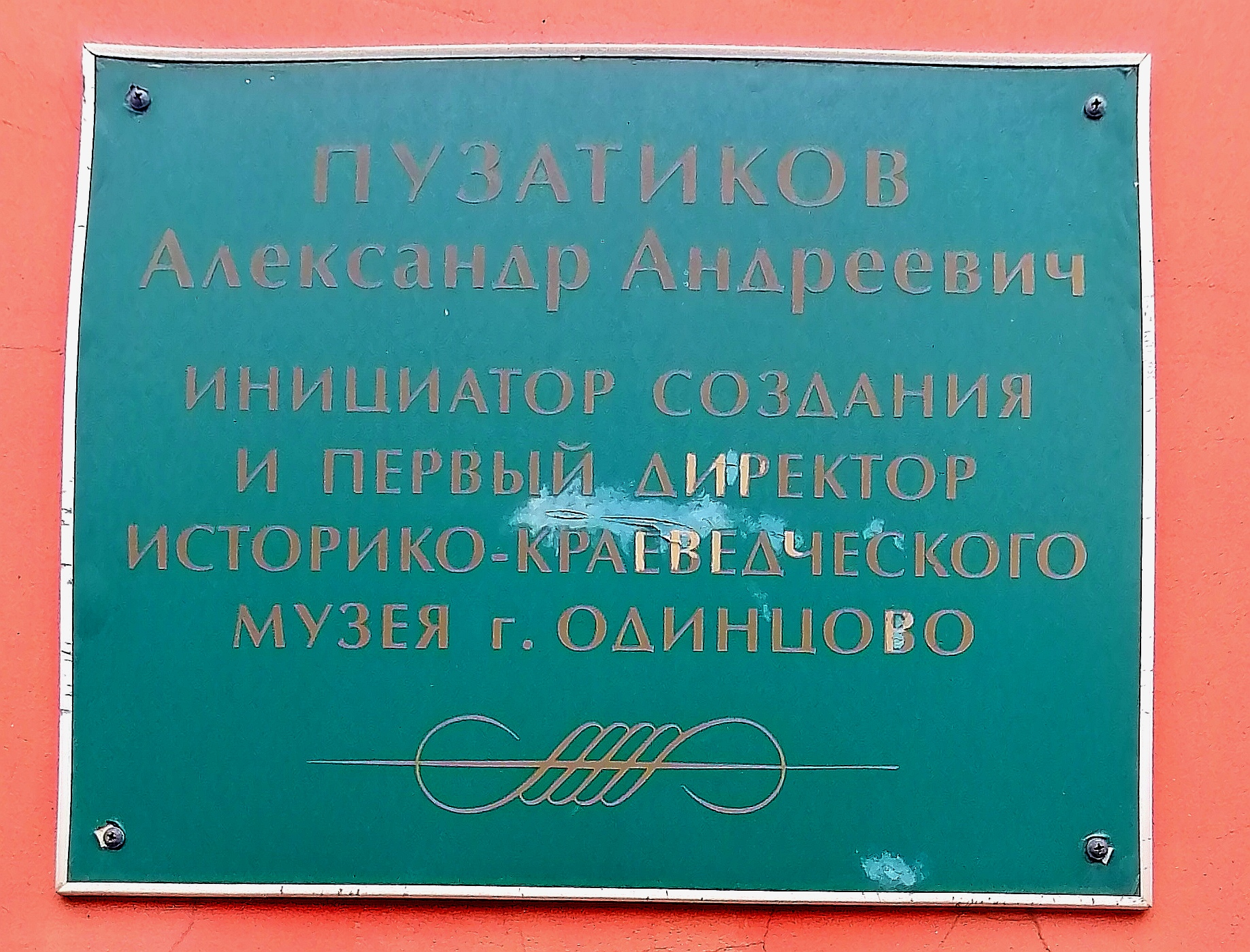
Мемориальная доска А. А. Пузатикову на здании музея.

Возглавил музей один из его создателей, военнослужащий в отставке Александр Андреевич Пузатиков, передавший в музей более 500 уже собранных им экспонатов. Ещё в начале 1970-х годов через районные средства массовой информации Александр Андреевич, вместе с другими краеведами В. Морошкиным, В. Шишковым, выступал с предложением создать в Одинцово краеведческий музей. Ныне на здании музея А. А. Пузатикову установлена мемориальная доска (открыта 2 сентября 2002 года).
В 2013—2014 годах, после окончания срока аренды помещений в здании музея коммерческими организациями, администрация Одинцова выполнила полную реконструкцию здания, полностью предоставив его музею, он перестал быть общественным и получил статус муниципального в качестве структурного подразделения Одинцовского информационно-библиотечного центра (МБУК «ОГБИЦ»).
В марте 2020 года Одинцовский историко-краеведческий музей был выделен из состава МБУК «ОГБИЦ» в самостоятельную юридическую структуру.
В 2023 году здание музея включено в единый государственный реестр объектов культурного наследия.

## Экспозиция

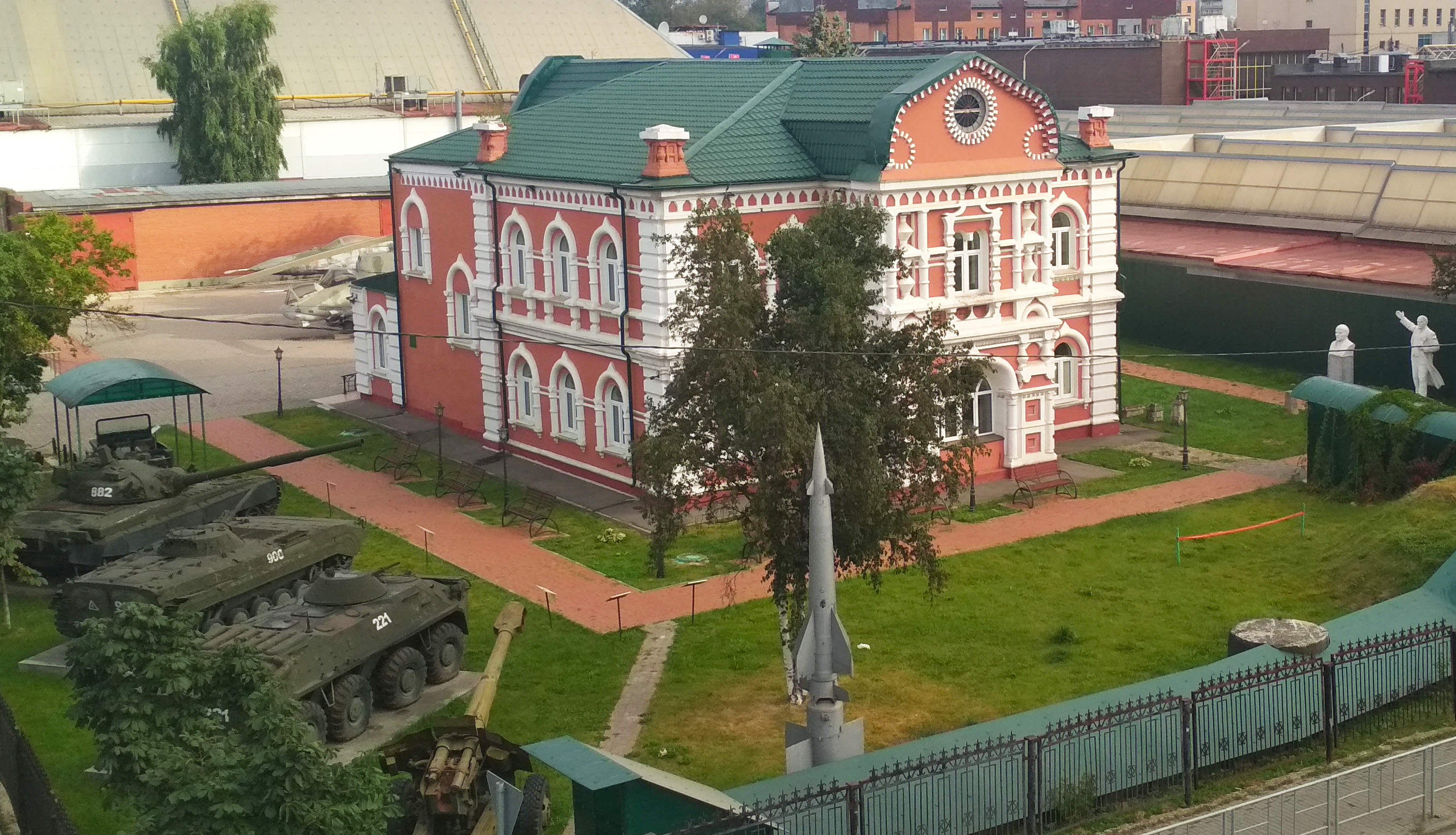
Территория краеведческого музея, 2020 год.

До 2014 года экспозиция была размещена в четырёх залах.
Первый зал рассказывал об истории Одинцовского района от доисторических времён до XIX века. Представлена кость мамонта, найденная на пляже у посёлка Горки-10, небольшое собрание металлических изделий и старинных украшений, фотопортрет древнего славянина-кривича, воссозданный антропологом М. М. Герасимовым по находкам останков при раскопках одинцовских курганов, портрет строительницы Гребневской церкви, Елизаветы Васильевны Зубовой, (1802). Часть экспозиции посвящена Отечественной войне 1812 года (через Одинцово прошла и русская армия Кутузова, и войска Наполеона), партизанской войне и выдающимся русским полководцам. Представлены исторические фотографии старого Одинцова — железнодорожного вокзала (железная дорога пришла в город в конце 1860-х годов силами акционерного общества во главе с князем Мещерским и графом Уваровым, взявшим на себя постройку железной дороги Москва — Смоленск).
Второй зал знакомил с заповедными литературными местами Одинцовского района в связи с именами русских писателей XIX—XX веков: А. С. Пушкин, А. П. Чехов, М. М. Пришвин.
Третий зал был посвящён подвигу советского народа в Великой Отечественной войне. Представлены подлинные фронтовые письма, фотографии, другие документы, а также предметы вооружения Красной Армии и фашистской Германии, написанные на военные темы картины, личные вещи участников войны-фронтовиков.
Четвёртый зал, названный «Россия помнит своих солдат», был посвящён участникам боевых действий в «горячих» точках — Афганистан, Таджикистан, Чечня и др. Здесь представлены личные вещи военнослужащих, военное снаряжение и многое другое.
Наиболее ценными экспонатами музея являются коллекция деревянных предметов народного мастера России В. И. Бабурова и его учеников (66 ед. хр.), коллекция скульптурных портретов одинцовского скульптора А. С. Хижняка (16 ед. хр.), графические работы старейшего жителя Одинцова И. И. Дубасова (1897—1988), заслуженного деятеля искусств РСФСР (21 ед. хр.).
С открытием музейного пространства на первом этаже постоянная экспозиция была перепланирована. В данный момент в музее 12 залов постоянной экспозиции и 3 выставочных зала.
Музей проводит различные культурные мероприятия.
На территории музея организована выставка военной техники под открытым небом. У музея собраны некоторые старинные надгробия и скульптура советских времён.
При музее имеется библиотека.

## Галерея залов первого этажа

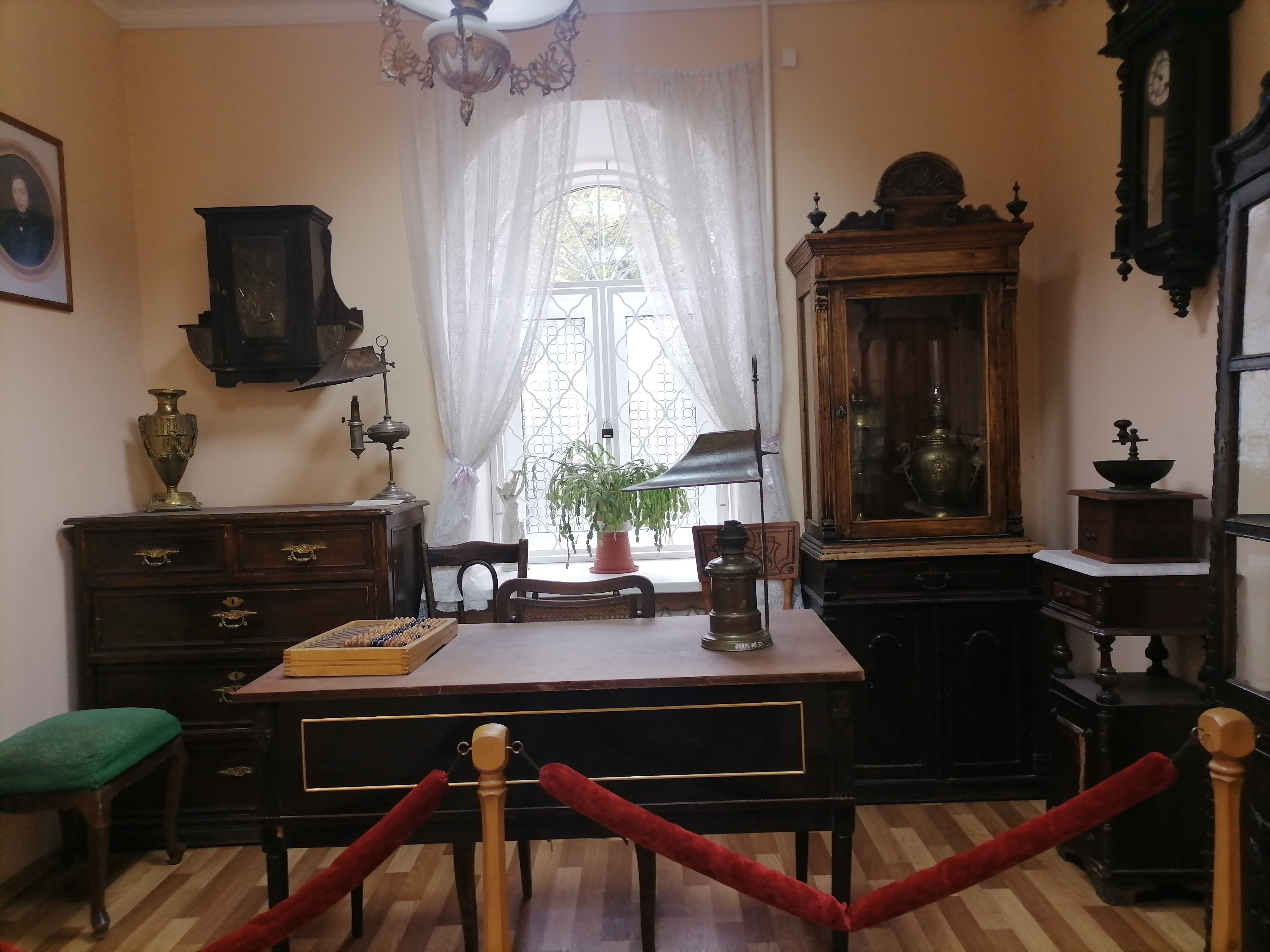
Зал «Контора кирпичного завода В. И. Якунчикова»
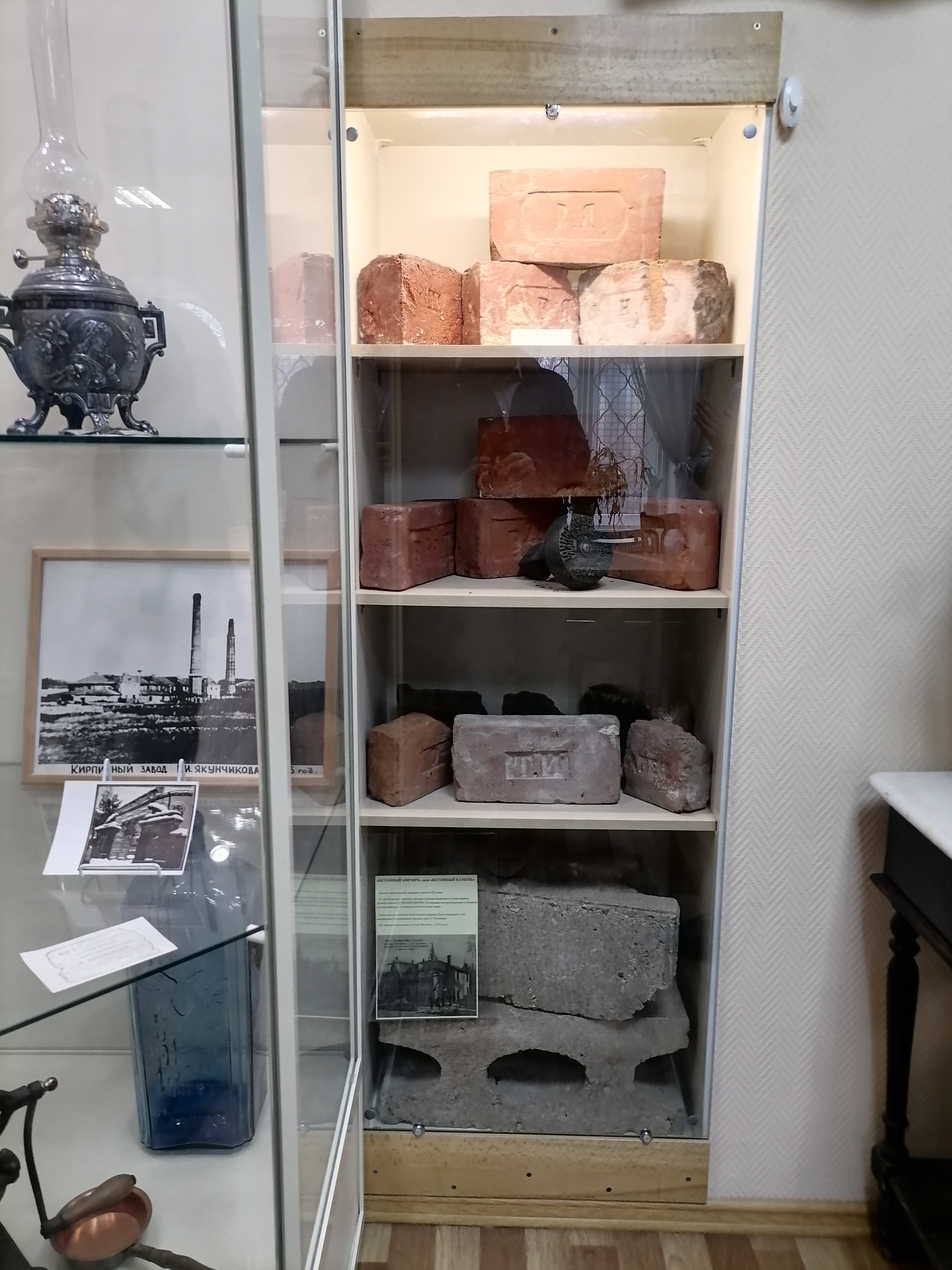
Образцы продукции кирпичных заводов Одинцово и Голицыно

## Галерея залов второго этажа

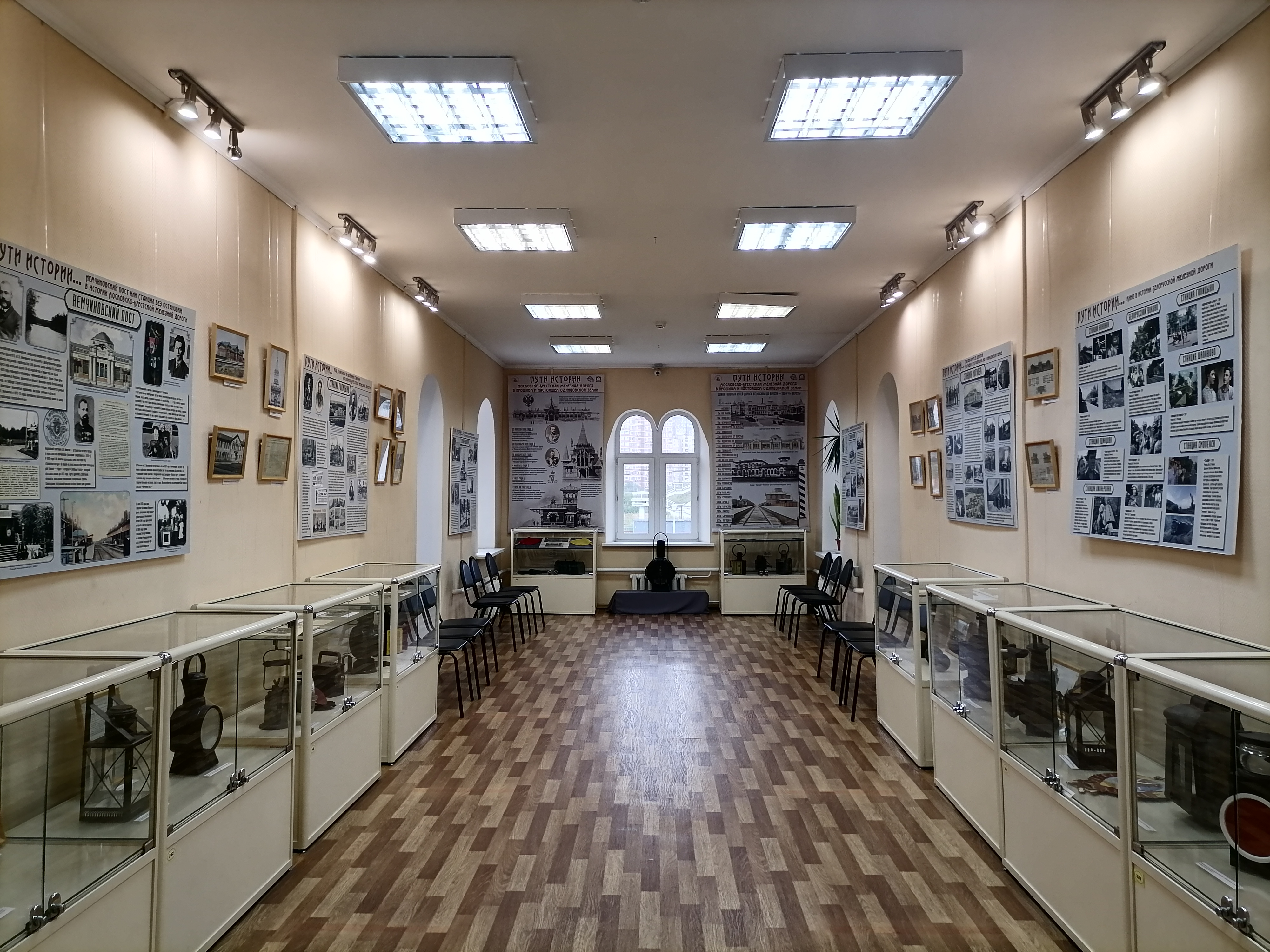
Выставочный зал
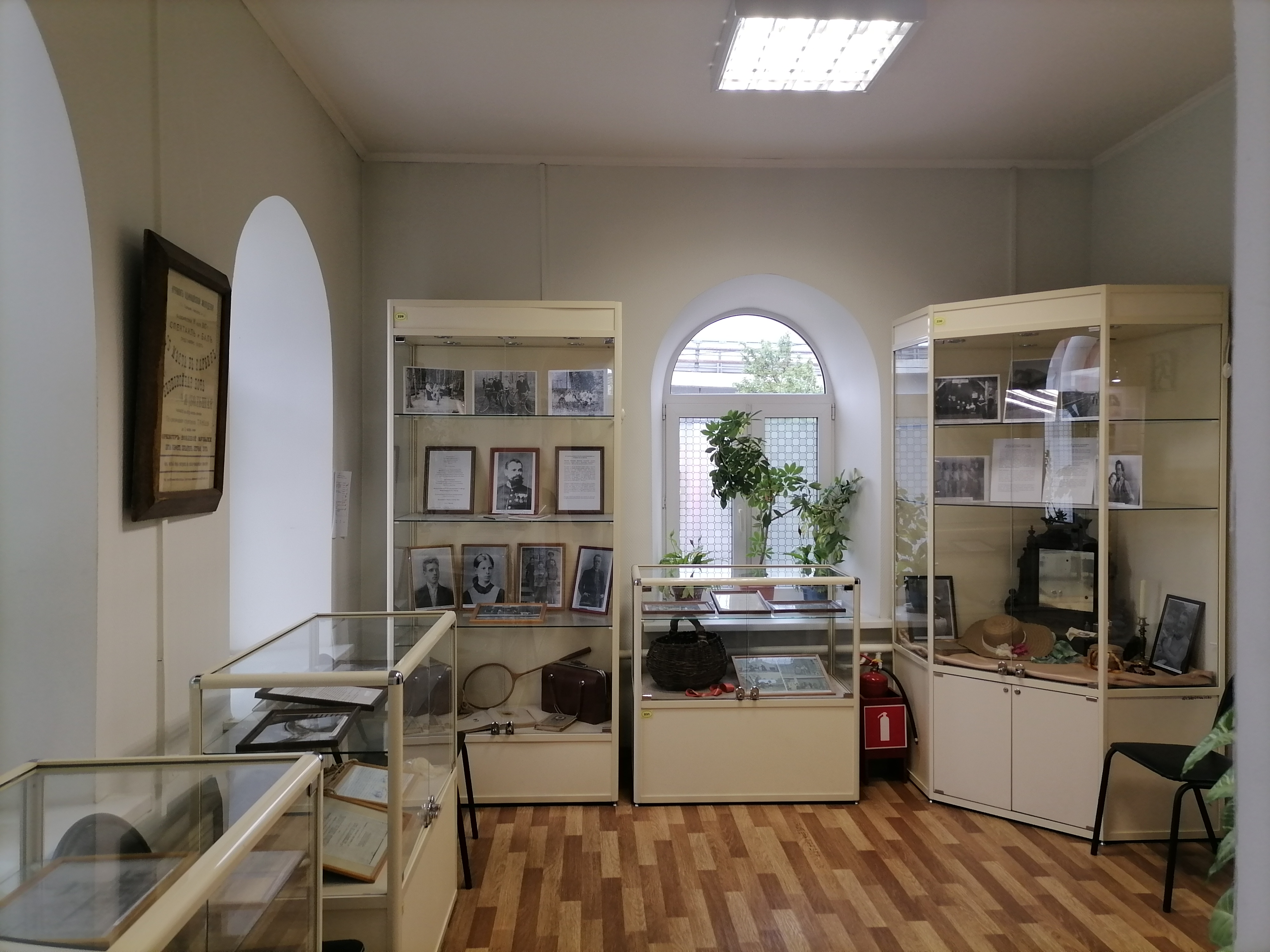
Зал «Театр на Одинцовской земле»
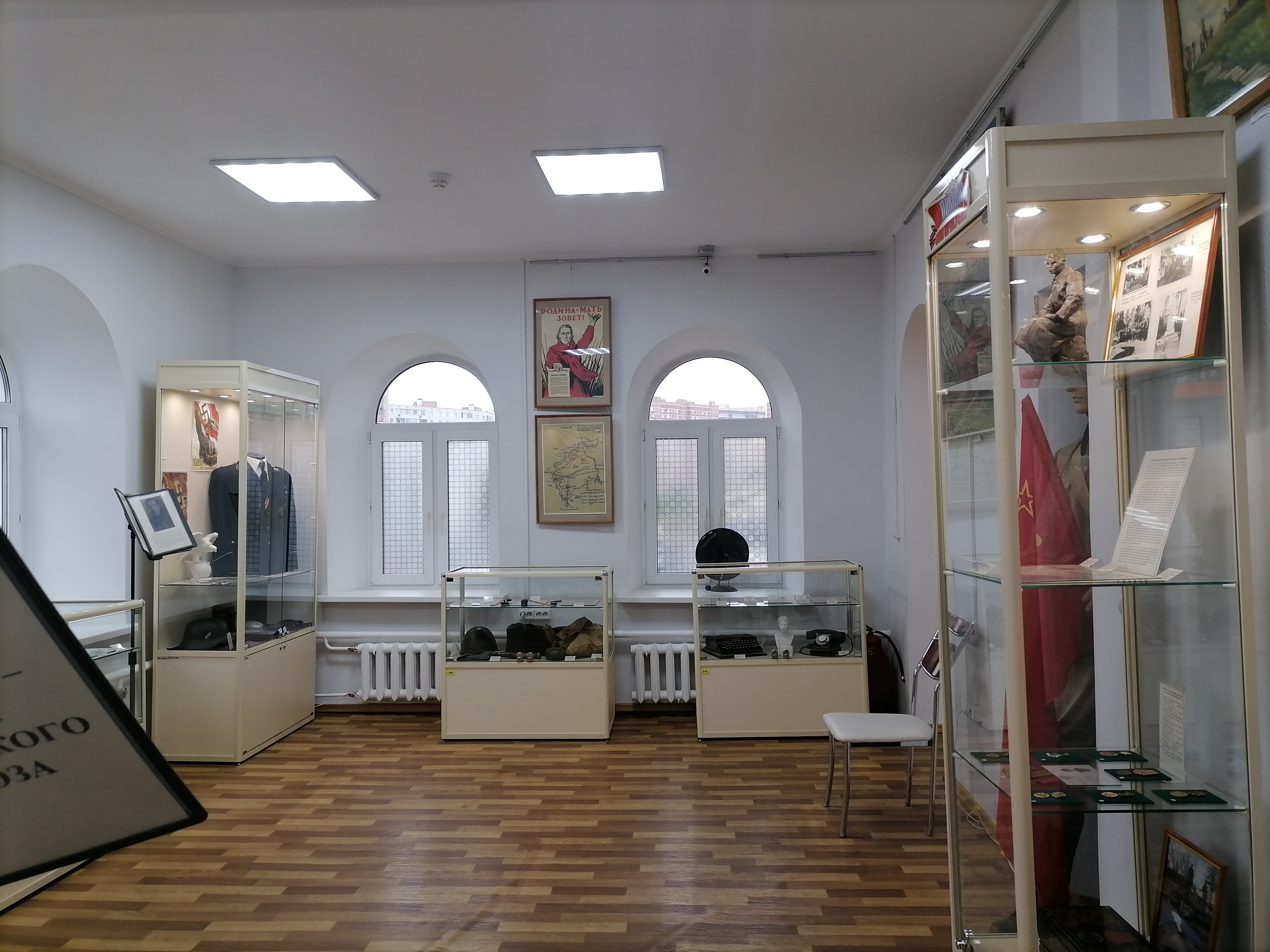
Зал Великой Отечественной войны
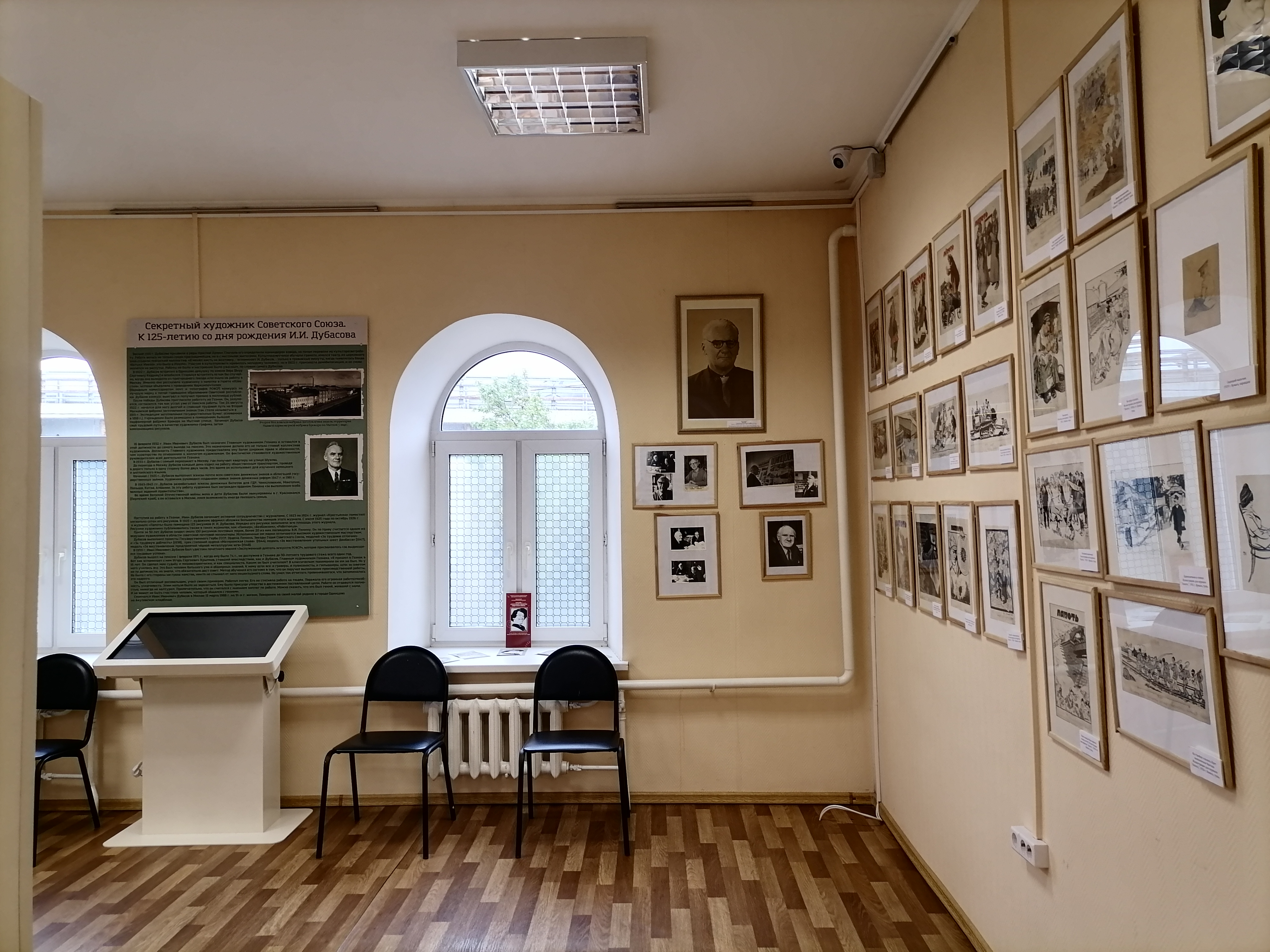
Зал И. И. Дубасова
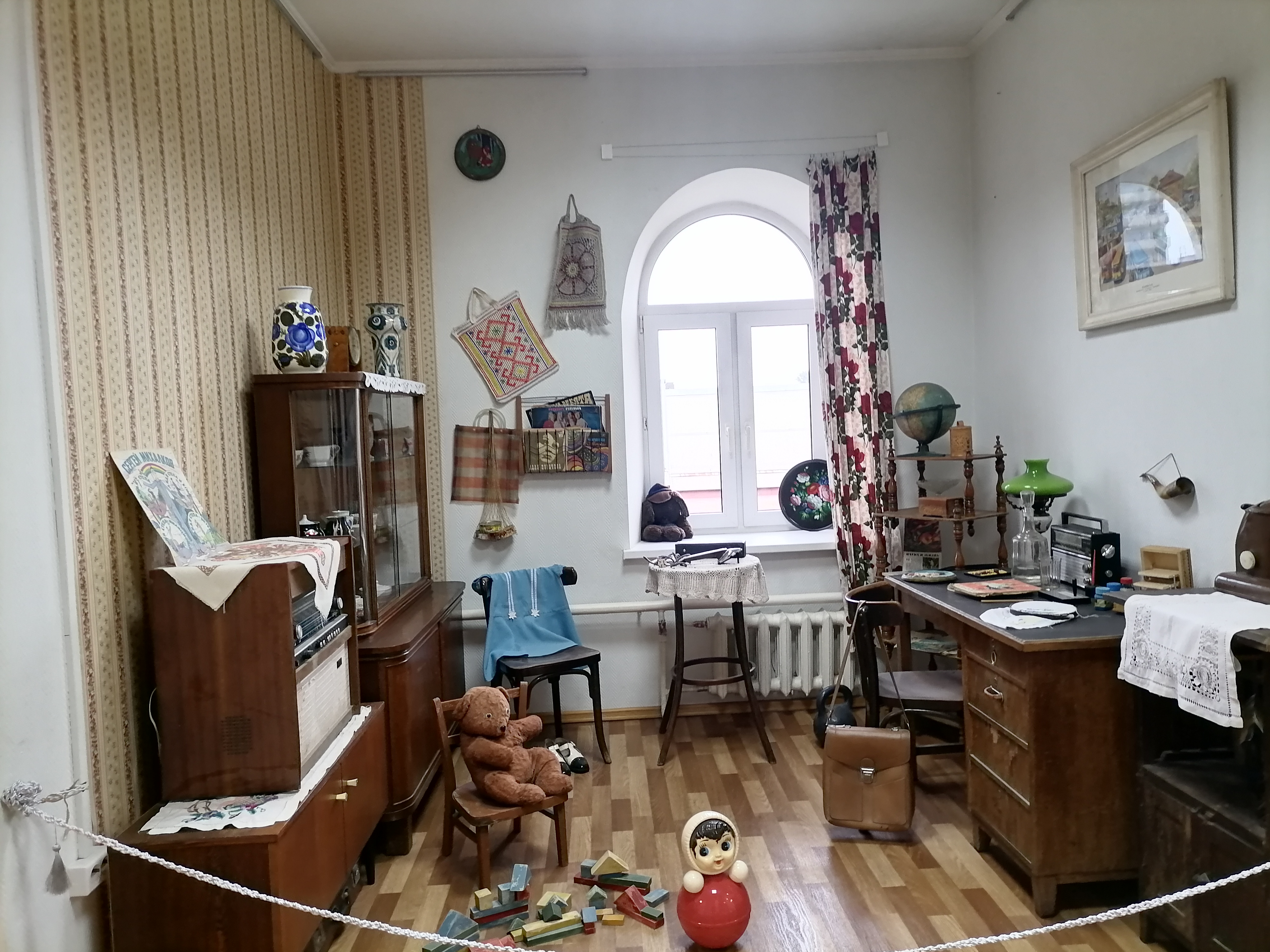
Зал «Советская квартира»
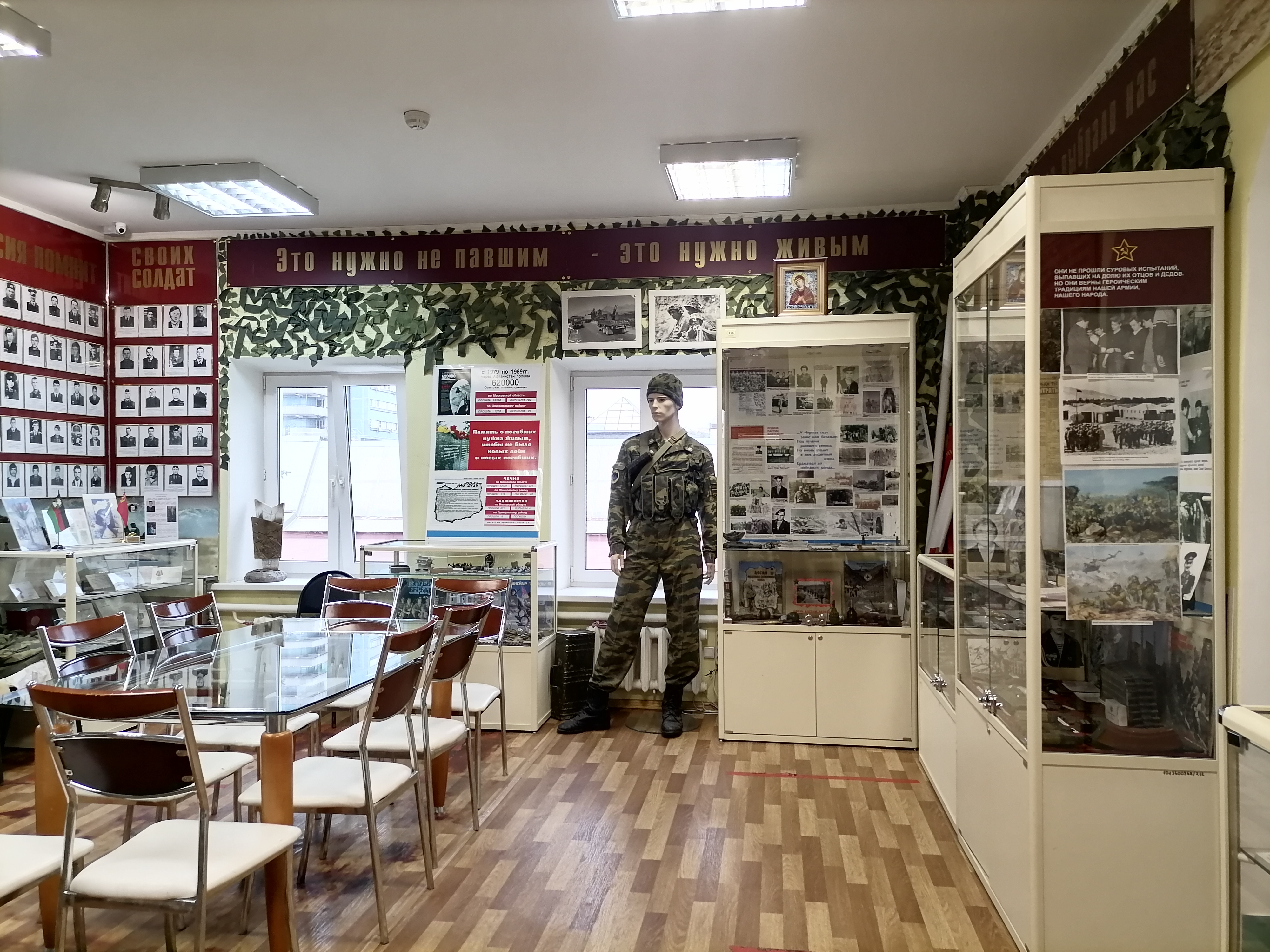
Зал «Россия помнит своих солдат»

## На территории музея

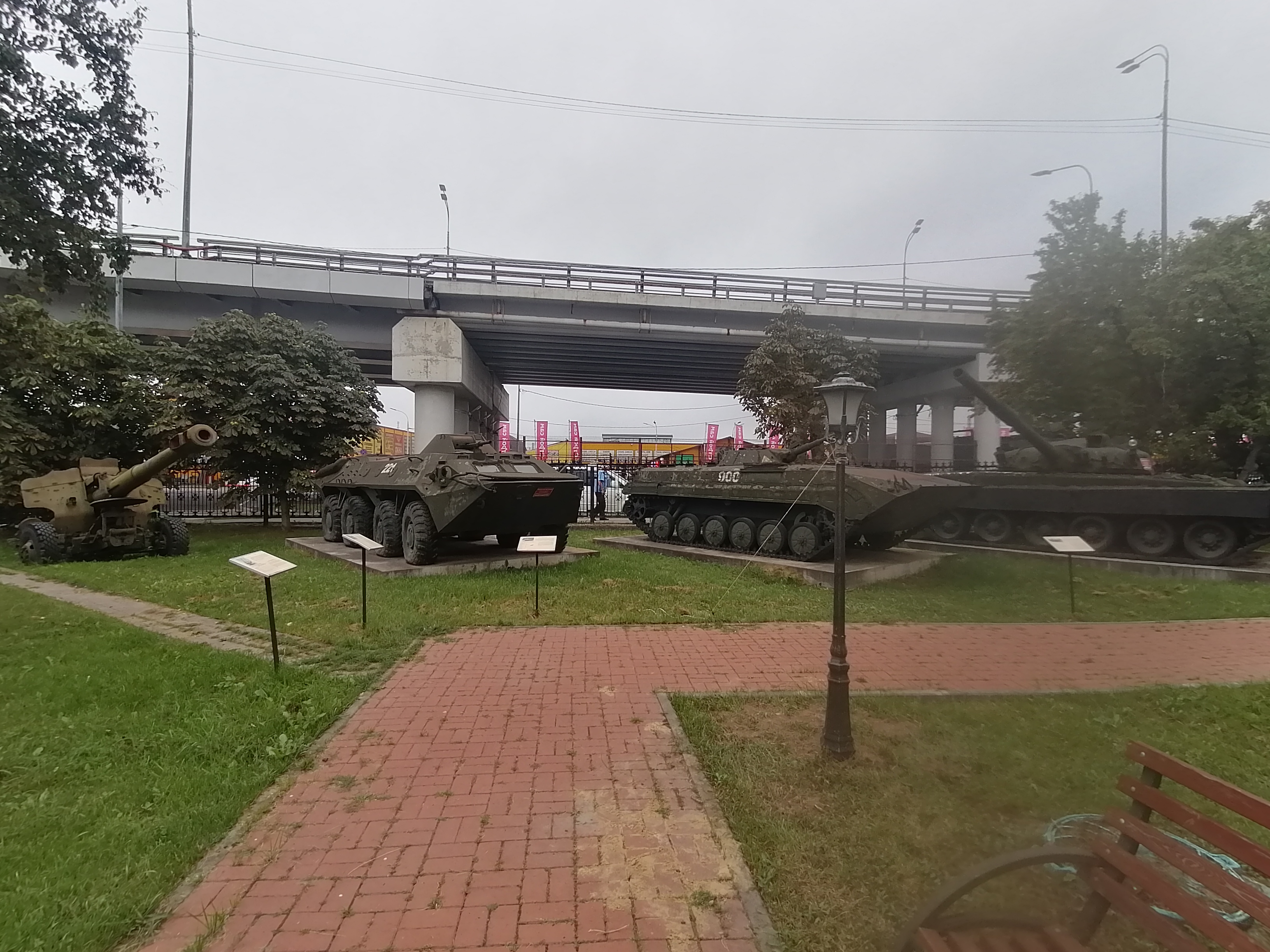
Артиллерийское вооружение, бронетанковая техника
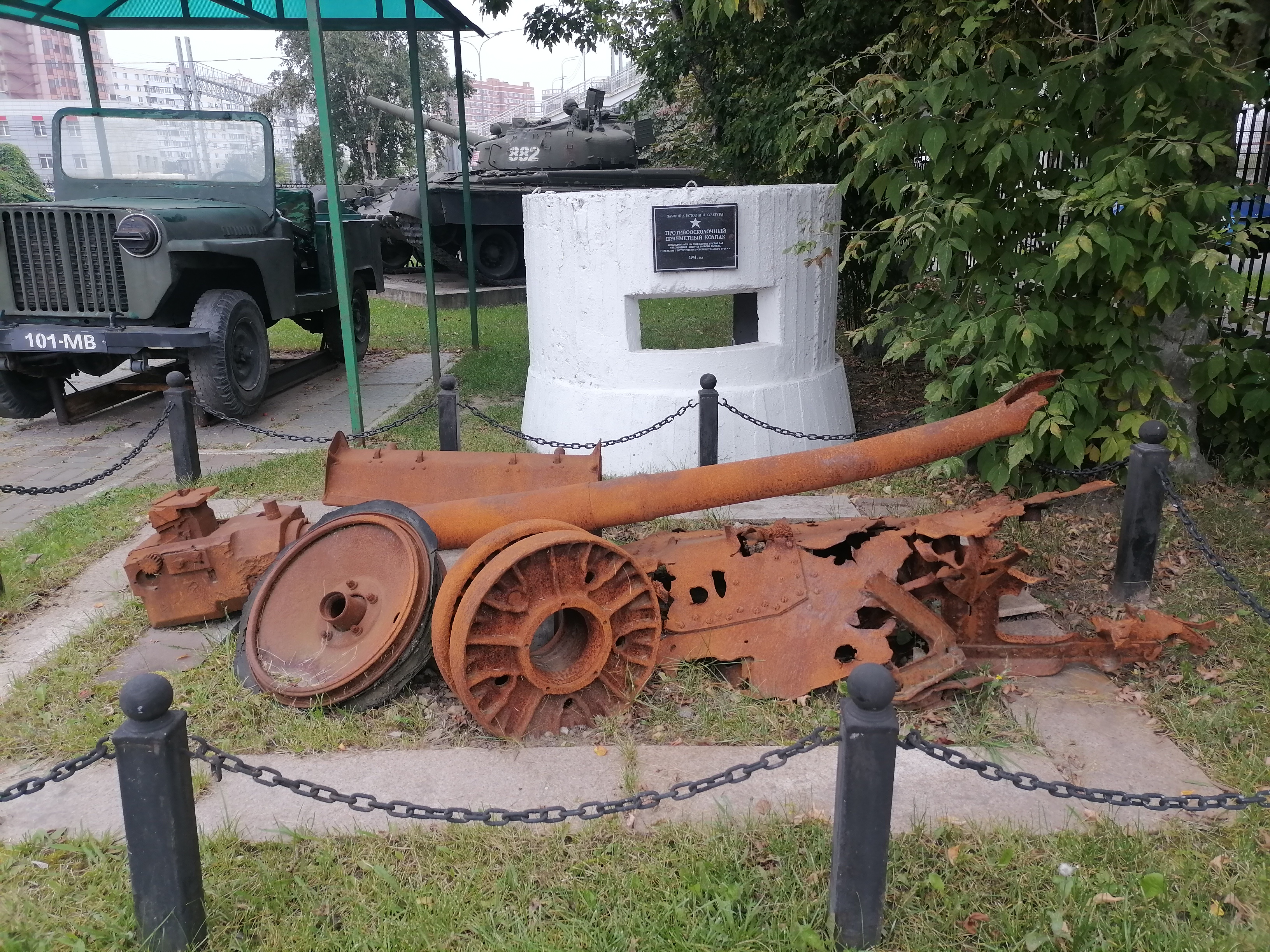
Находки поисковых отрядов на местах боёв 1941 года
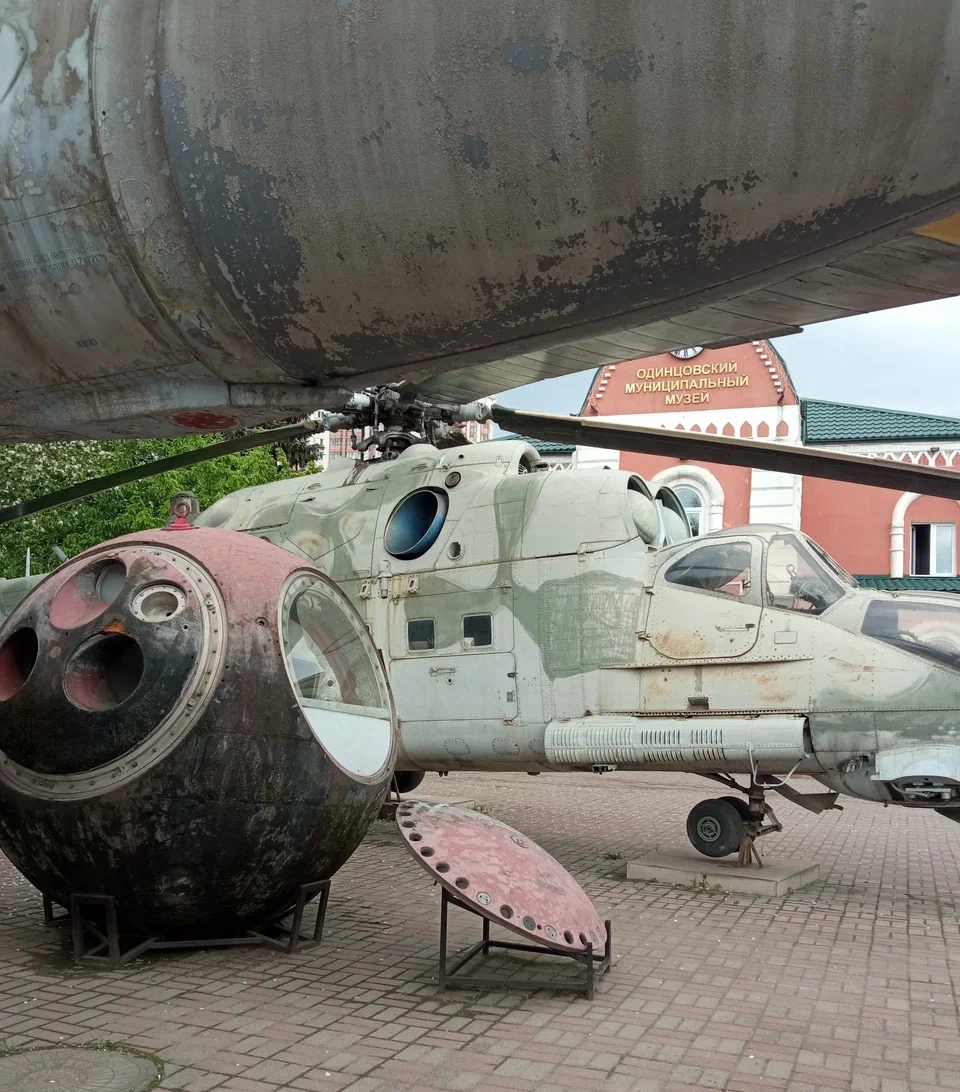
Выставка авиационно-космической техники
Собрание советской скульптуры
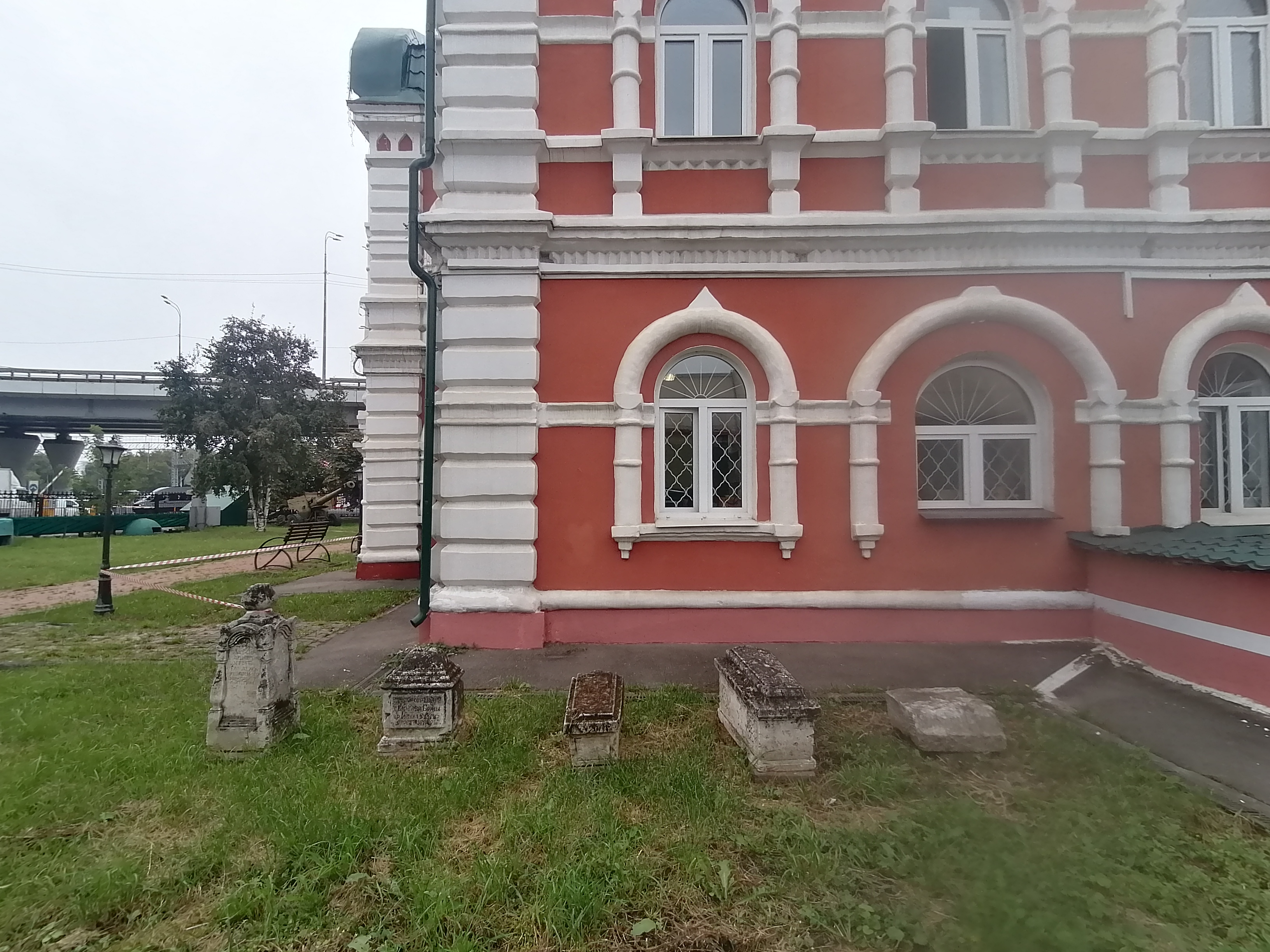
Старинные надгробия